# Directeur général (baseball)
Pour les articles homonymes, voir Directeur général (homonymie).
Le directeur général,, manager général ou directeur-gérant (au Québec et au Nouveau-Brunswick) est, dans un club de baseball, notamment dans les Ligues majeures de baseball, un dirigeant dont les fonctions se résument à négocier l'acquisition de nouveaux joueurs, compléter des transactions avec les autres équipes, et négocier les contrats qui lient les athlètes et certains membres du personnel à son club.
Dans l'organigramme des équipes de baseball professionnelles aux États-Unis et au Canada, le directeur général est celui qui supervise le gérant ou manager et qui est chargé de l'embauche, du transfert ou du renvoi de celui-ci.
Avant les années 1960, le manager général avait souvent la responsabilité de certaines affaires n'ayant pas lien directement avec les joueurs, par exemple l'administration du terrain ou du stade et les droits de télédiffusion. À notre époque, ces dernières responsabilités sont généralement confiées à d'autres membres de l'exécutif.
Cette fonction est présente aussi au hockey et dans le football canadien et américain.